# Organización de Telecomunicaciones de Iberoamérica
De Organización de Televisión Iberoamericana of kortweg OTI is een organisatie van televisiestations van Ibero-Amerika, Spanje en Portugal. Het doel is het bevorderen van relaties in Spaans en Portugeessprekende landen. Enkele activiteiten zijn onder andere het delen van nieuws en programma's over sport en cultuur.
Net zoals de EBU in Europa organiseerde OTI een muziekwedstrijd à la het Eurovisiesongfestival: het OTI Festival. Deze wedstrijd werd georganiseerd van 1972 tot 2000 en is de meest succesvolle spin-off van het Songfestival.

## Leden OTI

### Volwaardige leden
- Argentinië: Grupo Clarín
- Bolivia: Unitel, Red UNO de Bolivia
- Brazilië: Rede Bandeirantes
- Chili: Chilevisión, Mega, Canal 13
- Colombia: Caracol Televisión (Spaans voor Caracol Televisie), RCN Televisión (Spaans voor RCN Televisie)
- Costa Rica: Teletica
- El Salvador: TCS (Telecorporación Salvadoreña)
- Ecuador: Teleamazonas, Canal Uno
- Honduras: Televicentro (TVC)
- Mexico: Televisa, TV Azteca, Sky, Izzi Telecom, Imagen Televisión (Spaans voor Imagen Televisie)
- Panama: Televisora Nacional
- Peru: Latina Televisión, América TV
- Puerto Rico: Telemundo, Univision
- Spanje: PRISA
- Venezuela: Venevisión

### Voormalige leden
- Argentinië: Televisión Pública (TVP), RTA (Radio y Televisión Argentina)
- Aruba: Telearuba
- Bolivia: RTP
- Brazilië: Grupo Globo (Spaans voor Globo Groep)
- Chili: TVN (Televisión Nacional de Chile)
- Colombia: RTI Producciones
- Costa Rica: Repretel
- Cuba: Instituto Cubano de Radio y Televisión, Cubavisión
- Dominicaanse Republiek: Telesistema
- Equatoriaal-Guinea: TVGE (Televisión de Guinea Ecuatorial)
- Ecuador: Gamavisión, TC Televisión, Ecuavisa
- Guatemala: Canal 3, Televisiete, Canal 11, Trecevisión, Azteca Guatemala
- Honduras: VTV, Canal 11
- Nicaragua: Canal 2, Canal 10
- Panama: RPC TV
- Peru: ATV
- Paraguay: SNT (Sistema Nacional de Televisión), Telefuturo
- Portugal: RTP (Rádio e Televisão de Portugal)
- Spanje: RTVE (Radiotelevisión Española)
- Uruguay: Canal 4, Canal 10, Teledoce, Canal 5 (Televisión Nacional Uruguay)
- Venezuela: Meridiano Televisión, RCTV (Radio Caracas Televisión)